# 야차 (2022년 영화)
《야차》(영어: Yaksha: Ruthless Operations)는 2022년 공개된 대한민국의 첩보 액션 스릴러 영화이다.

## 줄거리
상인그룹 이찬영 회장에 대한 기소가 실패로 끝난 후, 서울특별시 중앙지검 한지훈 검사는 NIS 법률지원실로 좌천된다. 지훈은 상관이 거절한 임무를 기꺼이 맡아 염 이사로부터 북한 방첩 관련 최고 기밀 블랙 옵스 기지인 NIS 선양 지부를 조사하라는 지시를 받는다.
지강인에 의해 이끌리는 블랙팀은 삼진 여행사라는 이름으로 위장하고 있다. 강인의 작전에 개입하여 강인의 화를 돋운 후, 강인은 지훈을 매춘과 불법 약물 사용으로 위장하여 그가 임기응변 능력을 시험한다. 지훈은 약물이 심어진 호텔 창문 밖으로 기어 나와 경찰을 피해 달아나 시험에 통과하고, 그는 공식적으로 비밀 기지에서 팀에 합류한다.
강인은 지훈에게 김씨 일가의 비자금 유지에 관련된 북한 중앙위원회 39호실장 문병욱을 추출하는 임무에 대해 브리핑한다. 문은 한국으로 망명할 의사를 가지고 있었지만, 그가 가진 정보를 노리는 여러 세력의 추격을 받으면서 추출 작전은 실패한다. 팀은 문의 성인 딸 주연을 확보한다. 그들이 그녀를 고문하여 아버지에 대한 정보를 얻으려 할 때, 지훈은 그녀가 탈출하도록 돕는다. 블랙팀은 주연을 문의 안전가옥까지 추적하지만, 그들은 문 살해와 주연 납치에 대해 오자와 요시노부에게 함정에 빠졌음을 알게 된다.
중국 당국이 그들을 추격하자 블랙팀은 여행사를 정리하고 비밀 기지를 파괴한다. 팀은 선양을 떠나기를 거부하고 일본 영사관에서 주연을 구출하기 위해 재집결한다. 지훈은 주연과 함께 탈출하며, 주연은 아버지의 정보와 그것이 저장된 장소를 밝힌다. 오자와가 가족의 목숨을 위협하자, 지훈은 블랙팀과 협력하여 강인이 죽었다고 오자와를 속인다. 강인은 오자와의 위협 아래 주연이 목록을 삭제하는 것을 막고, 지훈은 오자와를 속여 목록을 삭제하게 하여 정보를 확산시키는 프로그램을 작동시키고 오자와의 모든 이중 간첩을 폭로한다. 오자와는 죽고 염 이사는 체포된다. 지훈은 서울중앙지검으로 돌아와 상인그룹 회장을 성공적으로 기소한다.
에필로그에서 강인은 전 세계에 정착한 블랙팀 팀원들에게 런던에 모여 알려지지 않은 위험한 임무를 수행하도록 지훈에게 연락한다.

## 출연
- 설경구 - 지강인 / 야차 역
- 박해수 - 한지훈 역
- 양동근 - 홍과장 역
- 이엘 - 희원 역
- 송재림 - 재규 역
- 진영 - 정대 역
- 진경 - 염정원 역
- 진서연 - 련희 역
- 이수경 - 문주연 역
- 이케우치 히로유키 - 오자와 / 디세븐 역
- 민소연
- 남경읍 - 문병욱 역